# René-Jean Clot
Pour les articles homonymes, voir Clot.
Œuvres principales
- Le Poil de la bête (1951)
- L'Enfant halluciné (1987)

René-Jean Clot, né le 19 janvier 1913 à Ben-Chicao (alors dans la commune de Berrouaghia) en Algérie française  et mort le 4 novembre 1997 à Clermont-Ferrand en France, est un peintre-graveur et écrivain français. Il est lauréat du prix des Deux Magots en 1951 pour Le Poil de la bête et du prix Renaudot en 1987 pour L'Enfant halluciné.

## Biographie
Après ses études de droit, René-Jean Clot se tourne vers l'art en intégrant l’École des beaux-arts d'Alger en 1934. En 1935, il s’installe dans un atelier de Montparnasse à Paris et reçoit de nombreux prix, tant pour ses œuvres littéraires que plastiques (prix Mesures de poésie et prix Paul-Guillaume en peinture). Il se lie d'amitié avec René Huyghe la même année. René-Jean Clot est également élève de Marcel Gromaire et d’Othon Friesz à l’Académie scandinave en 1936. René-Jean Clot développe notamment un goût pour l'art abstrait arabe tout autant que l'abstraction de Lascaux.
Pendant la Seconde Guerre mondiale, il est nommé par Jacques Soustelle contrôleur à Alger des missions de la France libre en 1942. Il publie alors L'Exil français et est lauréat de la Mission Tchad-Tibesti. Il suit en 1943 la division Leclerc en Afrique du nord et devient le peintre officiel de la Deuxième division blindée. Il publie en 1945 Paysages africains, Tchad, Tibesti, Fezzan, Borkou relatant ce qu'il avait vu avec des portraits d’indigènes, loin des préoccupations de la guerre. Il réalise de nombreux paysages africains, dessins, peintures.
De 1948 à 1965, il publie de nombreux romans tels que Le Noir de la vigne, Fantômes au soleil, Le Bleu d’outre-tombe, et une pièce de théâtre, La Révélation, créée par Jean-Louis Barrault au théâtre de l'Odéon. Mystique, idéaliste et désabusé, il fit partie du groupe des littérateurs dits de « L'École d'Alger » auprès d'Albert Camus, Emmanuel Roblès, Jules Roy, Jean Grenier et Max-Pol Fouchet notamment chez Edmond Charlot « aux vraies richesses ».
René-Jean Clot décide de se consacrer entièrement à la peinture à partir de 1965. En 1991 il réalise une rétrospective de son œuvre peinte à la Galerie d’art contemporain de Chamalières et une exposition à l’espace Pierre-Laporte de Clermont-Ferrand.

## Œuvre
- 1934 : Lithographies de René J. Clot. Précédées de 3 textes de Max P. Fouchet. Préface Jean Alazard. Alger, Imp. Baconnier.
- 1936 : L'Annonciation à la licorne, coll. « Méditerranéennes » (no 1), Alger, éditions Edmond Charlot
- 1936 : La Naissance du poète, G.L.M.
- 1937 : Santa-Cruz et autres paysages africains, Alger, éditions Charlot, coll. Méditerranéennes (co-auteur Roger Grenier)
- 1941 : Les Gages charnels de l'art français, Alger, éditions Edmond Charlot
- 1942 : L'Escalier ou le Paysage intérieur, Alger, éditions Edmond Charlot
- 1944 : L'Exil français, Alger, Office français d'édition
- 1945 : Paysages africains : Tchad, Tibesti, Fezzan, Borkou précédé de La colonne du Tchad par le général Leclerc, éditions Pierre Tisné[4]
- 1946 : Lithographies de René-Jean Clot, Coopérative du livre
- 1948 : Le Noir de la vigne, éditions Gallimard
- 1948 : Un bagne noir à Tessalit, Alger, Impr. E. Andreo, coll. « du Cactus »
- 1948 : Médée ou les Vieillards (farce en trois actes), Alger, impr. E. Andreo
- 1949 : Fantômes au soleil (roman), éditions Gallimard
- 1950 : Empreintes dans le sel (roman), éditions Gallimard
- 1951 : Le Poil de la bête (roman), éditions Gallimard — prix des Deux Magots
- 1953 : Le Mât de cocagne (roman), éditions Gallimard
- 1954 : Le Meunier, son fils et l'âne, éditions Gallimard
- 1956 : Le Bleu d'outre-tombe, éditions Gallimard
- 1956 : Comment enseigner le dessin ou la création artistique à l'école, éditions Nathan, coll. « Bibliothèque pédagogique »
- 1960 : La Querelle des images, édition Pierre Cailler
- 1960 : Une main de fer (roman), éditions Gallimard
- 1961 : La Révélation (pièce en quatre actes), éditions Gallimard, coll. « Le Manteau d'Arlequin »
- 1962 : Le Ramoneur de neige (récits), éditions Gallimard
- 1964 : Les Voix dans la cour, suivi de La nuit n'est pas si noire et de Un feu de bois vert, éditions Gallimard
- 1964 : La Rose de Noël (récits), éditions Gallimard
- 1965 : Le Cœur pourpre, Genève, Pierre Cailler, coll. « Les problèmes de l'art »
- 1972 : Les Ambulants, Galerie Anne Colin.
- 1984 : Un amour interdit (roman), éditions Grasset
- 1985 : Charhouz le voyant, éditions Grasset
- 1986 : Peindre la mémoire en bleu, Éditions L'Âge d'Homme, coll. « Contemporains »
- 1987 : L'Enfant halluciné, éditions Grasset — Prix Renaudot
- 1987 : Le Mirage de l'orge (recueil de nouvelles), Éditions l'Âge d'Homme
- 1988 : La Neige en enfer, éditions Maren Sell & Cie
- 1988 : La Peinture aux abois (essai), éditions Conti-F. Bourin – Prix Charles-Blanc de l’Académie française en 1989
- 1989 : Les Larmes de Lucifer (roman), éditions Grasset
- 1989 : La Femme et les Masques ou Les Collectionneurs (pièce en 3 actes), éditions L'Âge d'Homme, coll. « Théâtre vivant »
- 1990 : Le Miroir de l'ogre (nouvelles), éditions L'Âge d'Homme
- 1991 : L'amour épouse la nuit (roman), éditions Grasset
- 1992 : Une patrie de sel ou le souvenir d'Alger, Troyes, Librairie bleue
- 1992 : Allégresse d'adieu (poèmes), Troyes, Librairie bleue
- 1994 : Sacrilège, Troyes, Librairie bleue
- 1995 : Pourquoi les femmes pleurent (roman), éditions Grasset

## Adaptations
Au théâtre, la pièce La Révélation est adaptée et mise en scène en Jean-Louis Barrault en 1962 au Théâtre de l'Odéon.
À la télévision, son roman Le Bleu d'outre-tombe est adapté dans le téléfilm Le Bleu d'outre-tombe réalisé par Édouard Logereau en 1973, de même que sa pièce de théâtre Les Voix dans la cour et le roman Le Bleu d'outre-tombe serviront de scénario pour le téléfilm Les Cahiers bleus réalisé en 1991 par Serge Leroy.